# Geophagus argyrostictus
Geophagus argyrostictus é uma espécie de peixe da família dos ciclídeos e da ordem dos perciformes. Se diferencia dos outros Geophagus por uns pontos prateados aos lados e uma banda escura abaixo do olhos.
Os adultos podem alcançar 16,2 cm de comprimento. São encontrados na América do Sul, mais especificamente, na bacia do rio Amazonas, no Brasil.